# Dorsa Derakhshani
Dorsa Derakhshani (en persa: درسا درخشانی‎; nacida en 1998) es una jugadora de ajedrez iraní nacionalizada estadounidense que representa a los Estados Unidos desde septiembre de 2017. Recibió los títulos de Gran Maestra Femenina y Maestra Internacional en 2016.

## Carrera ajedrecística
Dorsa Derakhshani ganó tres medallas de oro en el Campeonato Asiático de Ajedrez Juvenil, en 2012 (en la división femenina sub-14), 2013 y 2014 (en la femenina sub-16). Jugó para el equipo iraní en la división femenina de la Copa Asiática de Naciones en 2012 y 2014.
Derakhshani también se clasificó para el título de Entrenadora FIDE en 2016 y es periodista acreditada por la FIDE.
Derakhshani fue ponente en TedxTalk en Munich, Alemania, en julio de 2019. Aconsejó a la audiencia que "tomen en serio su libertad de elección" en el TEDxYouth@München.

### Conflicto con la Federación Iraní de Ajedrez
En febrero de 2017, la Federación Iraní de Ajedrez prohibió a Derakhshani jugar para la selección nacional de Irán o participar en torneos en Irán por "dañar los intereses nacionales", después de que jugara en el Festival de Ajedrez de Gibraltar de 2017 (cuando ya era residente temporal en España) sin usar hijab. Su hermano Borna, de 15 años, que es Maestro FIDE, también fue suspendido por jugar contra el gran maestro israelí Alexander Huzman en la primera ronda del mismo torneo. Derakhshani había jugado previamente en varios torneos sin hijab. Dorsa solo hizo una entrevista en respuesta al estallido de los medios, a Chess.com. También escribió un artículo para The New York Times a finales de 2017

### Carrera en los Estados Unidos
Después de la prohibición, Derakhshani aceptó un lugar en la Universidad de Saint Louis para estudiar Biología, ganando una beca para jugar en el Equipo de Ajedrez de la Universidad de Saint Louis. El entrenador es Alejandro Ramírez. Debido a esto, Derakhshani comenzó a jugar para los Estados Unidos en 2017. El equipo de ajedrez de Saint Louis ganó la plata en el Campeonato Interuniversitario Panamericano de Ajedrez de 2017. Jugó en el Campeonato de Ajedrez Femenino de EE. UU. 2018. En 2019, ayudó a su equipo a lograr el bronce en Tianjin, China. y ella, individualmente, logró el primer subcampeonato en el tablero tres en el torneo. Terminó tercera en el Campeonato Femenino de los Estados Unidos de 2020.